# Liste der Monuments historiques in Valromey-sur-Séran
Die Liste der Monuments historiques in Valromey-sur-Séran führt die Monuments historiques in der französischen Gemeinde Valromey-sur-Séran auf.

## Liste der Bauwerke

### Belmont-Luthézieu
| Bezeichnung                  | Beschreibung                  | Standort         | Kennzeichnung | Schutzstatus | Datum | Bild           |
| ---------------------------- | ----------------------------- | ---------------- | ------------- | ------------ | ----- | -------------- |
| Kirche St-Antoine-St-Maurice | Erbaut ab dem 12. Jahrhundert | Luthézieu (Lage) | PA00116311    | Inscrit      | 1975  | weitere Bilder |

### Vieu
| Bezeichnung        | Beschreibung                     | Standort                | Kennzeichnung | Schutzstatus | Datum | Bild           |
| ------------------ | -------------------------------- | ----------------------- | ------------- | ------------ | ----- | -------------- |
| Römischer Aquädukt |                                  | (Lage)                  | PA00116602    | Classé       | 1840  |                |
| Schloss Mâchuraz   | Erbaut Ende des 19. Jahrhunderts | Clos de Machuraz (Lage) | PA01000021    | Inscrit      | 2006  | weitere Bilder |

## Liste der Objekte
- Monuments historiques (Objekte) in Lompnieu in der Base Palissy des französischen Kultusministeriums
- Monuments historiques (Objekte) in Sutrieu in der Base Palissy des französischen Kultusministeriums
- Monuments historiques (Objekte) in Vieu in der Base Palissy des französischen Kultusministeriums